# Harald trygil Haavardsson
Harald trygil Haavardsson o Halvardsson (n. 688) fue un caudillo vikingo, jarl de Hålogaland (Hålogalandsjarl) en Noruega. Aparece en diversas listas genealógicas de Haakon Jarl que se remontan hasta el patriarcado de Odín. Era hijo de Haavard herse Hergilsson y padre de Trond Haraldsson.